# Ким Гён Ук
Ким Гён Ук (кор. 김경욱, р.18 апреля 1970) — южнокорейская спортсменка, стрелок из лука, олимпийский чемпион и чемпион мира.

## Биография
Родилась в 1970 году, уже в 17 лет вошла в национальную сборную. В 1989 году стала чемпионкой мира в составе команды, а в личном первенстве стала обладательницей серебряной медали. В 1996 году завоевала две золотых медали Олимпийских игр в Атланте. На чемпионате мира 2001 года завоевала серебряную и бронзовую медали.